# 릴리 싱
릴리 싱(Lilly Singh, 1988년 9월 26일 ~ )은 슈퍼우먼(Superwoman 또는 IISuperwomanII)라는 이름으로 유명한 캐나다의 유튜버, 코메디언, 텔레비전 진행자, 배우이다. 2015년 3백만 달러 이상을 벌면서, 2016년 포브스지 선정 '세계에서 수익이 많은 유튜브 스타' 리스트에서 3위를 했다.
2019년 9월부터 NBC 심야 토크쇼 방송 《A Little Late with Lilly Singh》의 방송을 맡아 진행하고 있다.

## 출연 작품
- 《리버댄스 - 애니메이션 어드벤처》 - 페니 역
- 《배드 가이즈》 - TNZ 기자 역 (목소리)